# I. Kavád szászánida király
I. Kavád (473 körül – 531. szeptember 13.) Péroz fia, a Szászánida Birodalom királya 488-496 és 498-531 között.
Nagybátyjának, Balásnak (484-488) megvakíttatása után került trónra. Energikus és reformpárti király volt. Támogatta Mazdak szektáját, aki kinyilvánította, hogy a gazdagoknak meg kell osztani nejeiket és vagyonukat a szegényekkel. I. Kavád szándéka Mazdak támogatásával az volt, hogy véget vessen a mágnások és a feltörekvő arisztokrácia befolyásának. Reformjai miatt megfosztották trónjától, bebörtönözték a „Felejtés Várába”  Szuszában, és öccsét Dzsamaszbot emelték trónra.
497-ben. Kavád megszökött a fogságból, és a heftaliták királyánál lelt menedékre, majd 499-ben visszatért Perzsiába a heftaliták által rendelkezésére bocsátott nagy sereg élén. Dzsamaszb hívei letették a fegyvert és visszahelyezték Kavádot trónjára. 
I. Kavád második uralkodásával megkezdődött a Szászánida Birodalom második aranykora. A heftaliták támogatásával I. Kavád háborúba kezdett a rómaiak ellen. 502-ben elfoglalta Theodosziopoliszt (Erzurum) Arméniában. 503-ban bevette Amidát (Diyarbakir) a Tigris folyó mellett. 505-ben Arménia nyugati hun inváziója a Kaukázus felől I. Kavádot arra kényszerítette, hogy fegyverszünetet kössön Rómával. A fegyverszüneti megállapodás értelmében Róma adót fizetett a perzsáknak a kaukázusi erődök megtartásáért.
525-ben Kavád leverte a Grúzia délnyugati részén kitört lázadásokat, és visszafoglalta Grúziát. Seregével, melyet a vazallus király, Hira, támogatott nesztoriánus lakhmida arabjaival, legyőzte a Bizánci Birodalom nagy hadvezérét, Belisariust két alkalommal: 530-ban a niszibiszi csatában és 531-ben a callinicumi csatában. Bár a heftalita fenyegetéstől nem tudott szabadulni, Kavád újra rendet teremtett a Birodalomban, és sikeres hadjáratot vezetett Bizánc ellen. Sok új várost alapított, melyek közül néhány felvette nevét. Az adóreformot is elkezdte megvalósítani.

## Fordítás
- Ez a szócikk részben vagy egészben  az   Imperio Sasánida című spanyol Wikipédia-szócikk fordításán alapul.  Az eredeti cikk szerkesztőit annak laptörténete sorolja fel. Ez a jelzés csupán a megfogalmazás eredetét és a szerzői jogokat jelzi, nem szolgál a cikkben szereplő információk forrásmegjelöléseként.